# Ian R. Gibbons

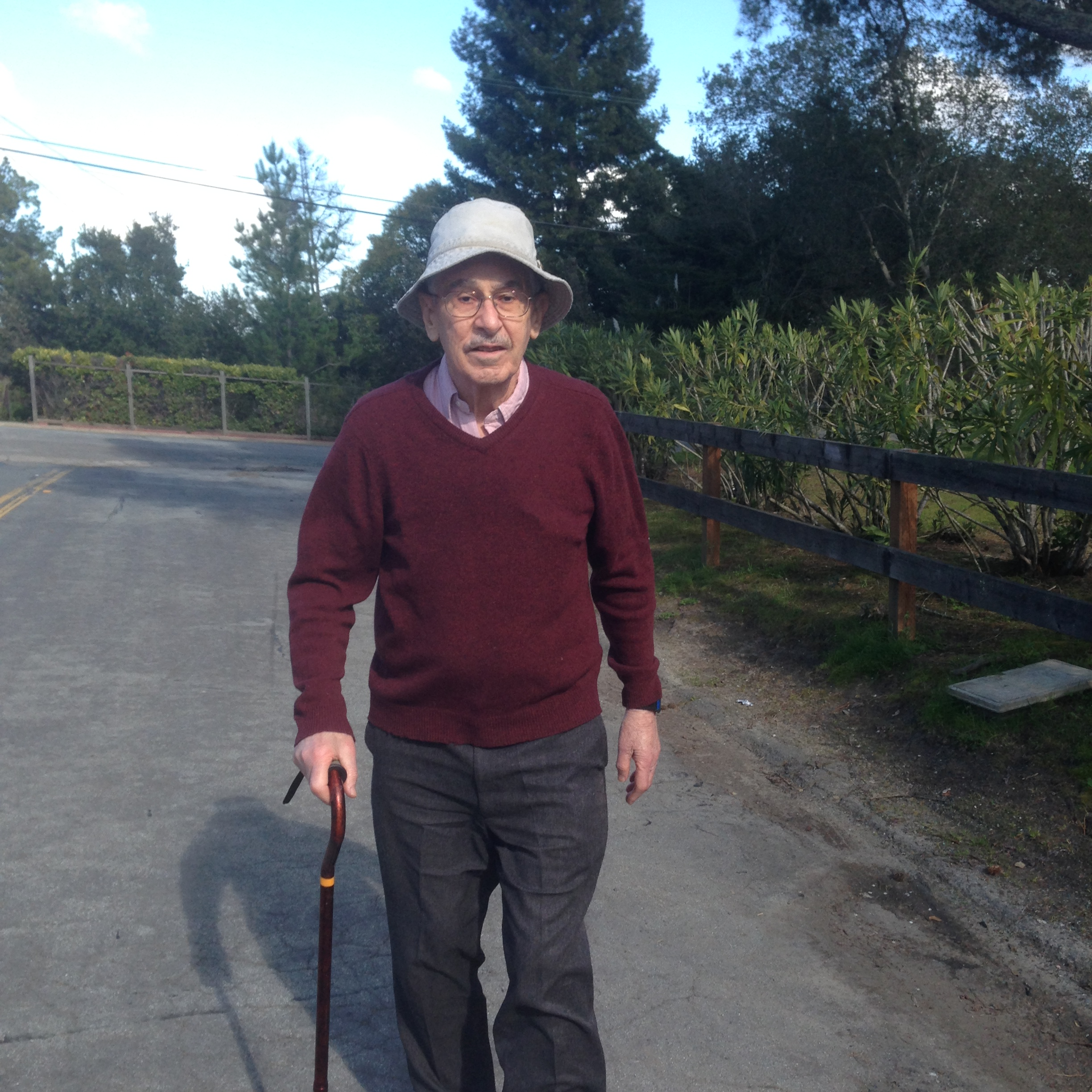
Ian R. Gibbons, 2017

Ian Reid Gibbons (* 30. Oktober 1931 in Rye, England; † 30. Januar 2018 in Orinda, Kalifornien) war ein britisch-amerikanischer Molekularbiologe.
Gibbons studierte an der Universität Cambridge mit dem Bachelor-Abschluss 1954 und wurde dort 1957 in Biophysik promoviert. Als Post-Doktorand war er an der University of Pennsylvania und ab 1958 an der Harvard University, an der er 1962  Lecturer und 1964 Assistant Professor wurde. 1967 wurde er Associate Professor und 1969 Professor an der  University of Hawaii (Pacific Biomedical Research Center).
Er befasst sich mit der Mobilität von Zellen, insbesondere der molekularen Organisation von Flagellen und Zilien.
1994 erhielt er die E. B. Wilson Medal der American Society for Cell Biology. 2017 erhielt er den Shaw Prize in Biologie. Er ist Fellow der Royal Society.